# Латники
Ла́тники (лат. Scutiger) — род бесхвостых земноводных из семейства рогатых чесночниц. Представители распространены на юго-западе Китая, на севере Индии и Бирмы, в Непале. Обитают на высоте 1000—5300 метров над уровнем моря.

## Классификация
На октябрь 2018 года в род включают 22 вида:
- Scutiger adungensis Dubois, 1979 — Бирманский латник
- Scutiger bhutanensis Delorme & Dubois, 2001
- Scutiger boulengeri (Bedriaga, 1898) — Латник Буланже
- Scutiger brevipes (Liu, 1950)
- Scutiger chintingensis Liu & Hu, 1960 — Кирпичный латник
- Scutiger glandulatus (Liu, 1950) — Буропятнистый латник
- Scutiger gongshanensis Yang & Su, 1979 — Темнополосый латник
- Scutiger jiulongensis Fei, Ye & Jiang, 1995
- Scutiger liupanensis Huang, 1985
- Scutiger maculatus (Liu, 1950) — Оливково-зелёный латник
- Scutiger mammatus (Günther, 1896) — Тибетский латник
- Scutiger muliensis Fei & Ye, 1986
- Scutiger nepalensis Dubois, 1974 — Непальский латник
- Scutiger ningshanensis Fang, 1985
- Scutiger nyingchiensis Fei, 1977
- Scutiger occidentalis Dubois, 1978 — Западногималайский латник
- Scutiger pingwuensis Liu & Tian, 1978 — Шиповатый латник
- Scutiger sikimmensis (Blyth, 1855) — Сиккимский латник
- Scutiger spinosus Jiang at al., 2016
- Scutiger tuberculatus Liu & Fei, 1979 — Бородавчатый латник
- Scutiger wanglangensis Ye & Fei, 2007
- Scutiger wuguanfui Jiang at al., 2012